# タルゴ

ロゴマーク

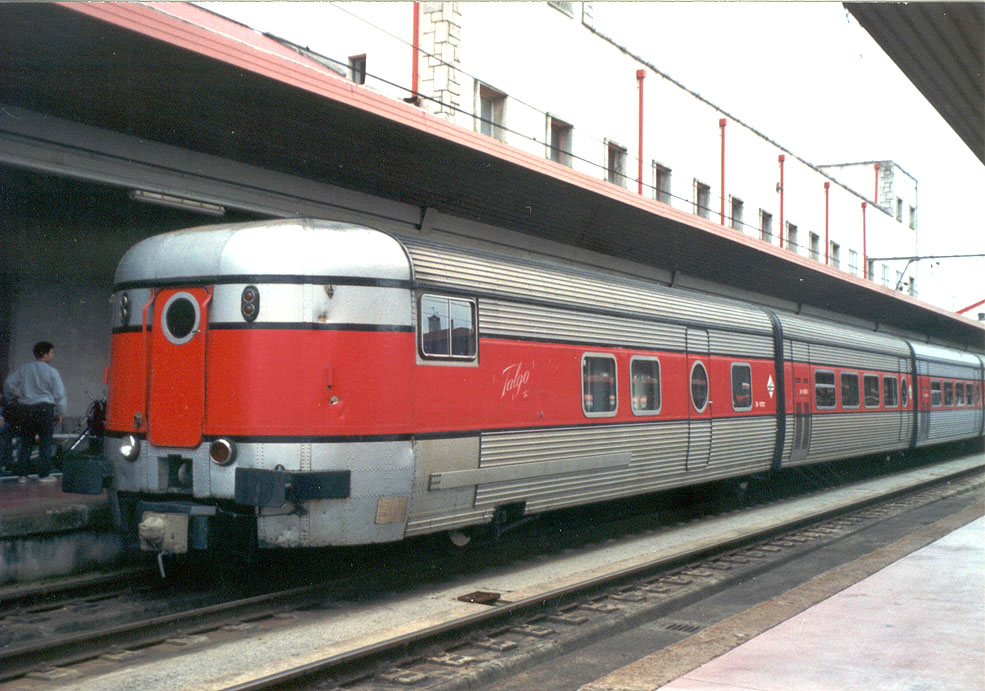
Talgo III

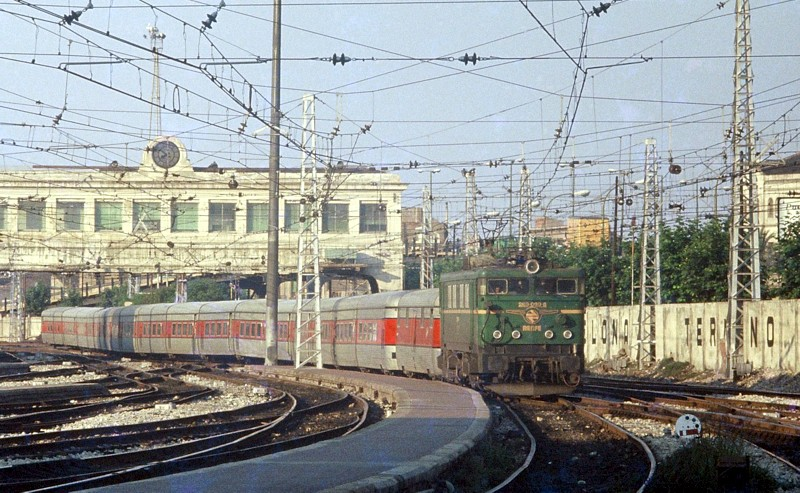
軌間可変仕様タルゴ車両によって運行されるTEE「カタラン・タルゴ」

タルゴ（Talgo スペイン語：Tren Articulado Ligero Goicoechea-Oriolの略称）は、レンフェで開発された一軸台車連接型客車およびそれによる列車の総称であり、これを開発した鉄道車両メーカー（タルゴ株式会社、Talgo, S.A.）の名称、またレンフェがタルゴ客車を用いて運行する一部特急列車のブランド名（es:Renfe Talgo参照）である。タルゴの名称は、スペイン語で「ゴイコエチェア＝オリオール軽量連接式列車」の頭文字に由来し、2人の開発者、アレハンドロ・ゴイコエチェアとホセ・ルイス・オリオールの名前をとっている。

## 構造

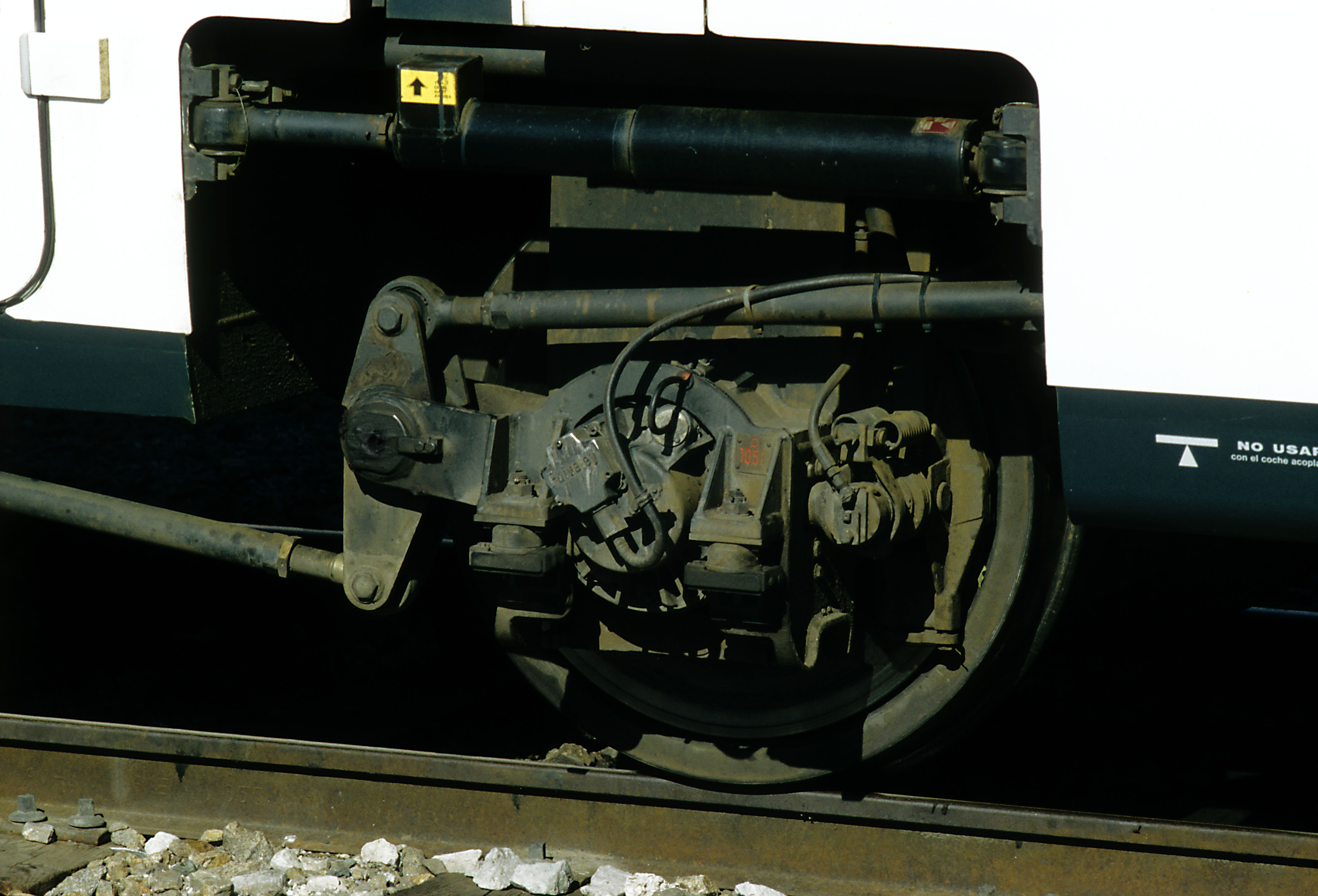
Talgo VIの一軸独立車輪

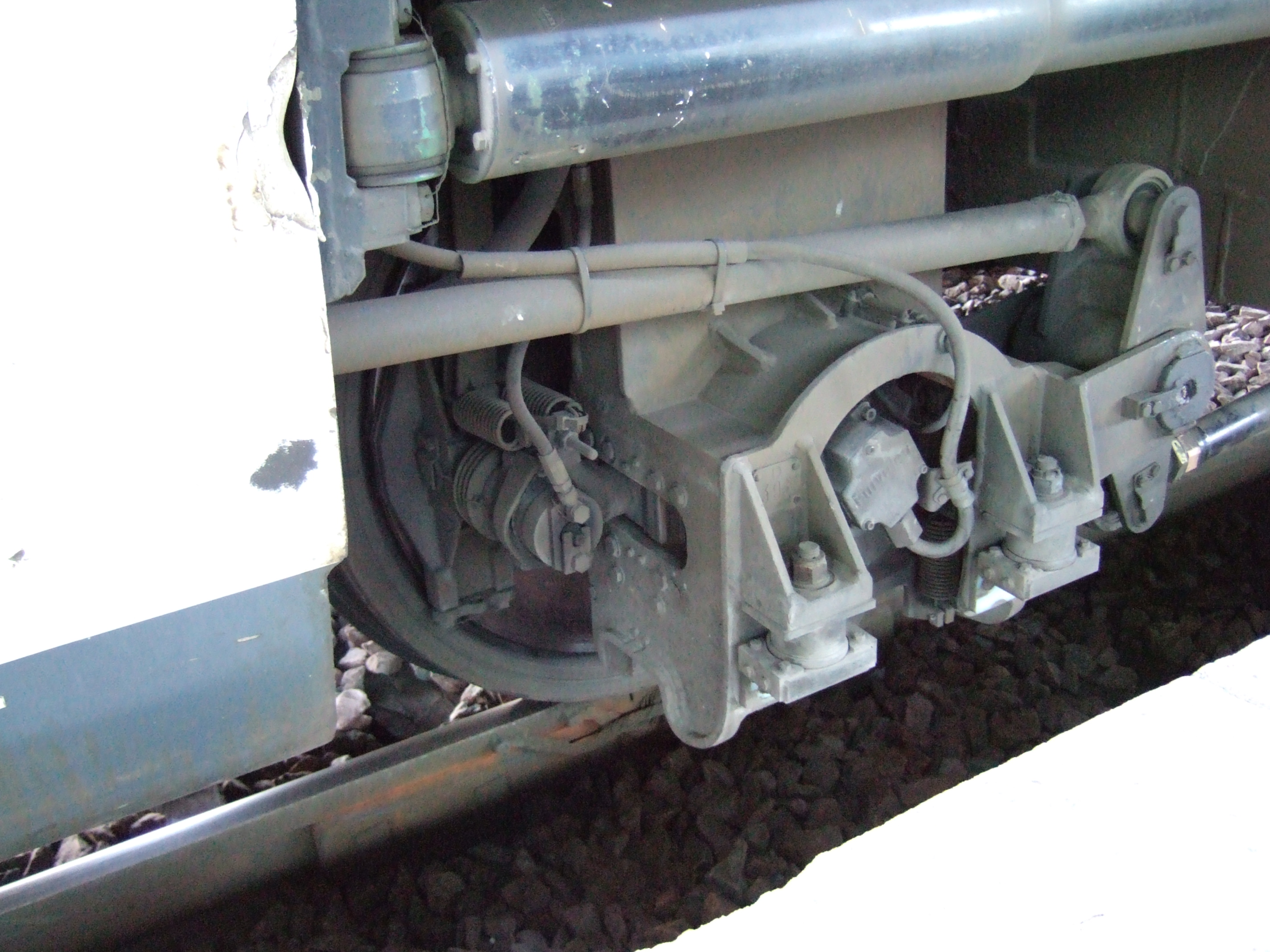
軌間可変車軸

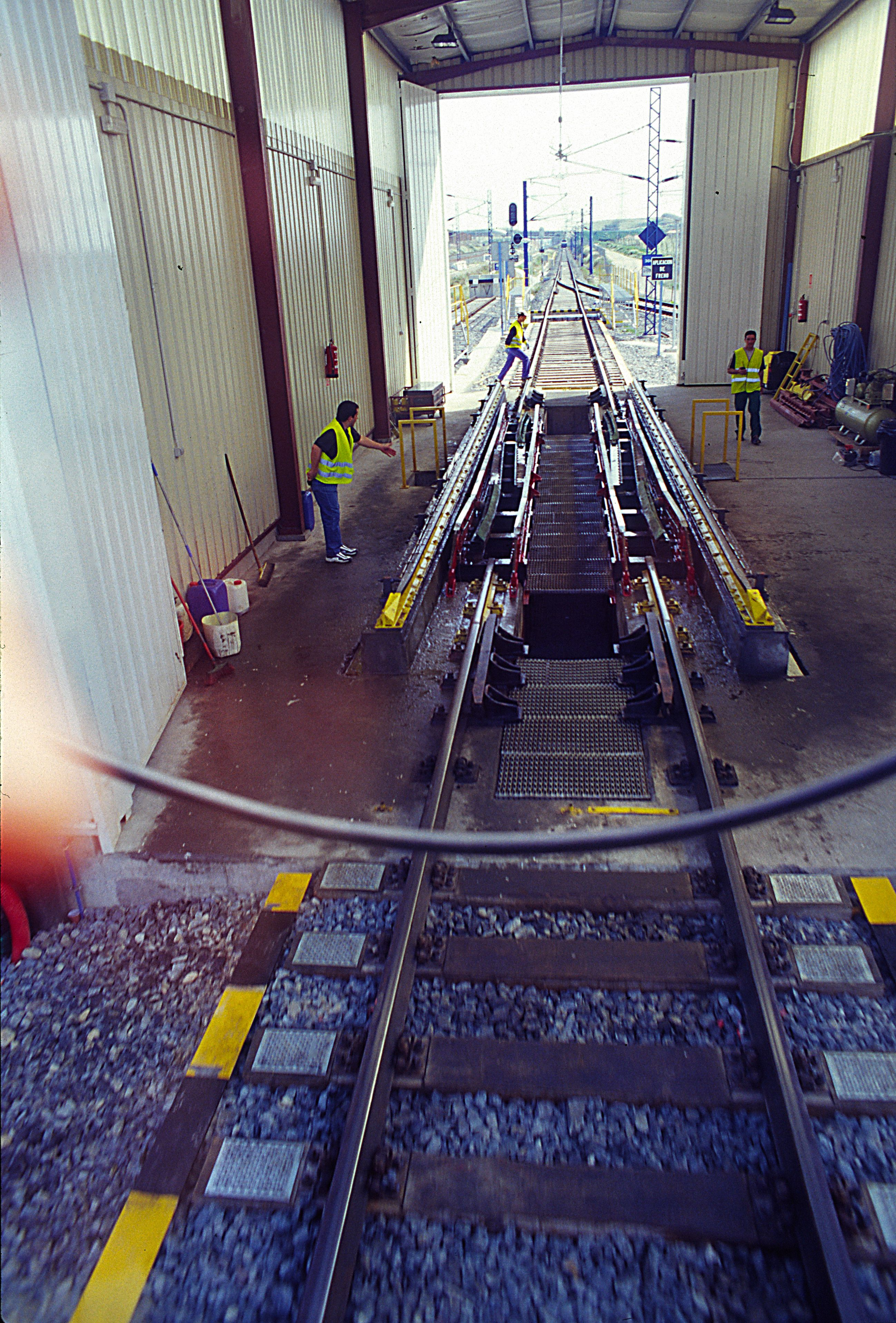
リェイダに設けられているタルゴ車両用の軌間変更装置

1942年に試作車のTalgoIが製造されて以降、現在までに複数の形式が開発されているが、すべて車輪が一軸独立であるという特徴を持つ。左右の車輪をつなぐ車軸が存在せず、車輪の間に通路などを設けるための空間が確保できるため、車高が非常に低くなっている。
こうしたユニークな特徴を持つTalgoが開発された背景には、スペイン国鉄の抱える独特の問題がある。スペイン国鉄は広軌(1668mm)を採用しているため、曲線区間において内側と外側のレール長の差が、狭軌や標準軌のそれと比べて大きい。このため、左右の車輪が同じ速度で回転する通常の台車では、曲線通過時に車輪とレールの摩擦が大きくなり車輪が磨耗しやすい。またスペイン国鉄の路線には山岳路線が多く、必然的に周辺諸国と比較して曲線区間が多く曲線半径も小さい。
このように、タルゴの本来の開発目的は、左右独立車輪採用による車輪磨耗の軽減と、低重心化による曲線通過速度向上であり、「軌間可変」機構の装備を目的に開発されたわけではない。

## 種類
Talgoは左右独立車輪を採用しているために、車輪が常にレール方向を向くためのステアリング機構を必要とする。
試作車のTalgoIと、TalgoIの実績をもとに1950年に製造され同年7月14日より営業運転開始されたTalgoIIではステアリング機構の構造上、一方向にしか高速走行できず、機関車と客車が固定編成となっており、折り返す際には編成ごと方向転換する必要があったが、1964年のTalgoIII以降は、Zリンクステアリングを採用することにより前後方向とも高速走行可能になり、機関車の付け替え（機回し）のみで折り返すことが可能になった。TalgoIII開発時には、同じ低い車高の専用機関車3000T型（のちの353型）も開発された。
1968年にTEE「カタラン・タルゴ」として隣国フランスとの乗り入れに対応した軌間可変仕様のTalgoIII-RD(Rodadura Desplazable)が登場した。これが、タルゴが軌間可変車両の代名詞となった理由である。

1980年に現行の振り子仕様のTalgo-PENDULAR（TalgoIV）が開発され、Talgoシリーズの主流になった。専用機関車として354型が開発されたが、Talgo-PENDULARは専用機以外の機関車でも牽引出来るようになった。以降のTalgoシリーズはTalgo-PENDULARがベースとなっている。
その後、TalgoV、TalgoVI、TalgoVIIが登場した。
現在では、両端に専用の機関車を連結し、動力集中方式の固定編成となった「TALGO350」がAVEにおいて運行されている。
なお、スペイン以外でも1988年にアメリカ合衆国（アムトラック）、1992年にドイツ（DB）、2011年にウズベキスタン（タシュケント・サマルカンド高速鉄道）へ輸出されており、欧米の広い地域でその活躍を見ることが出来る。

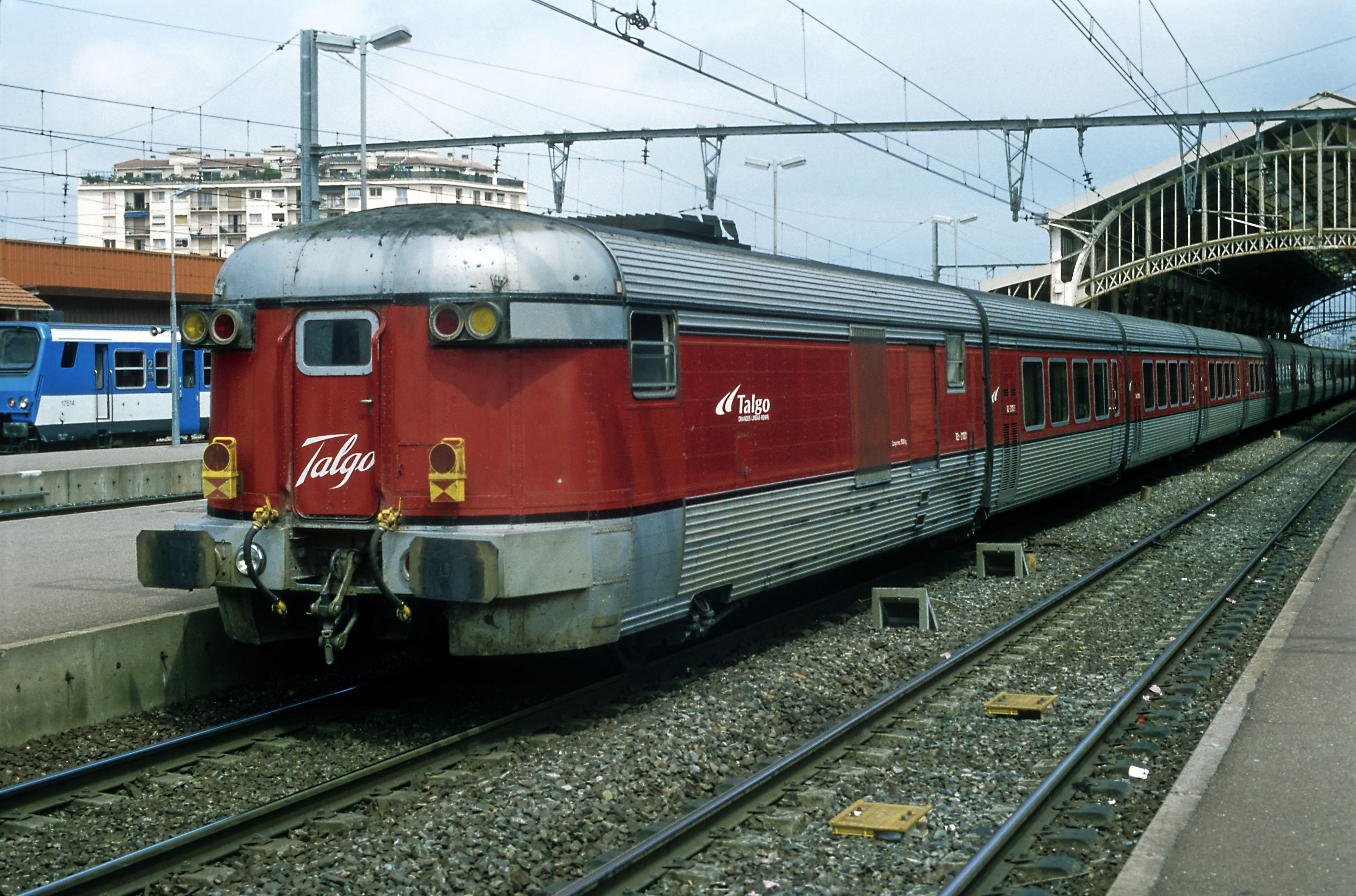
Talgo III-RD
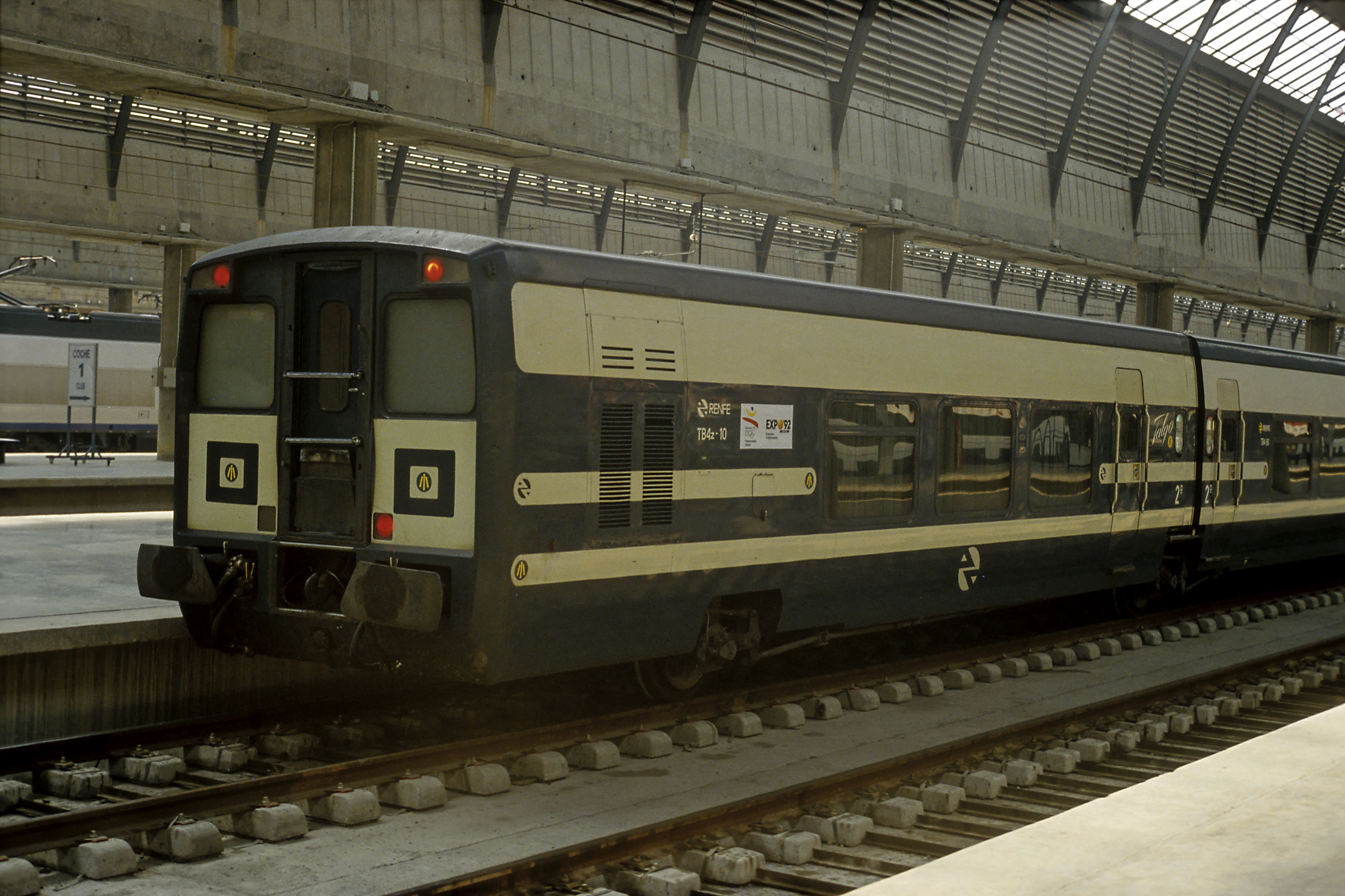
Talgo PENDULAR
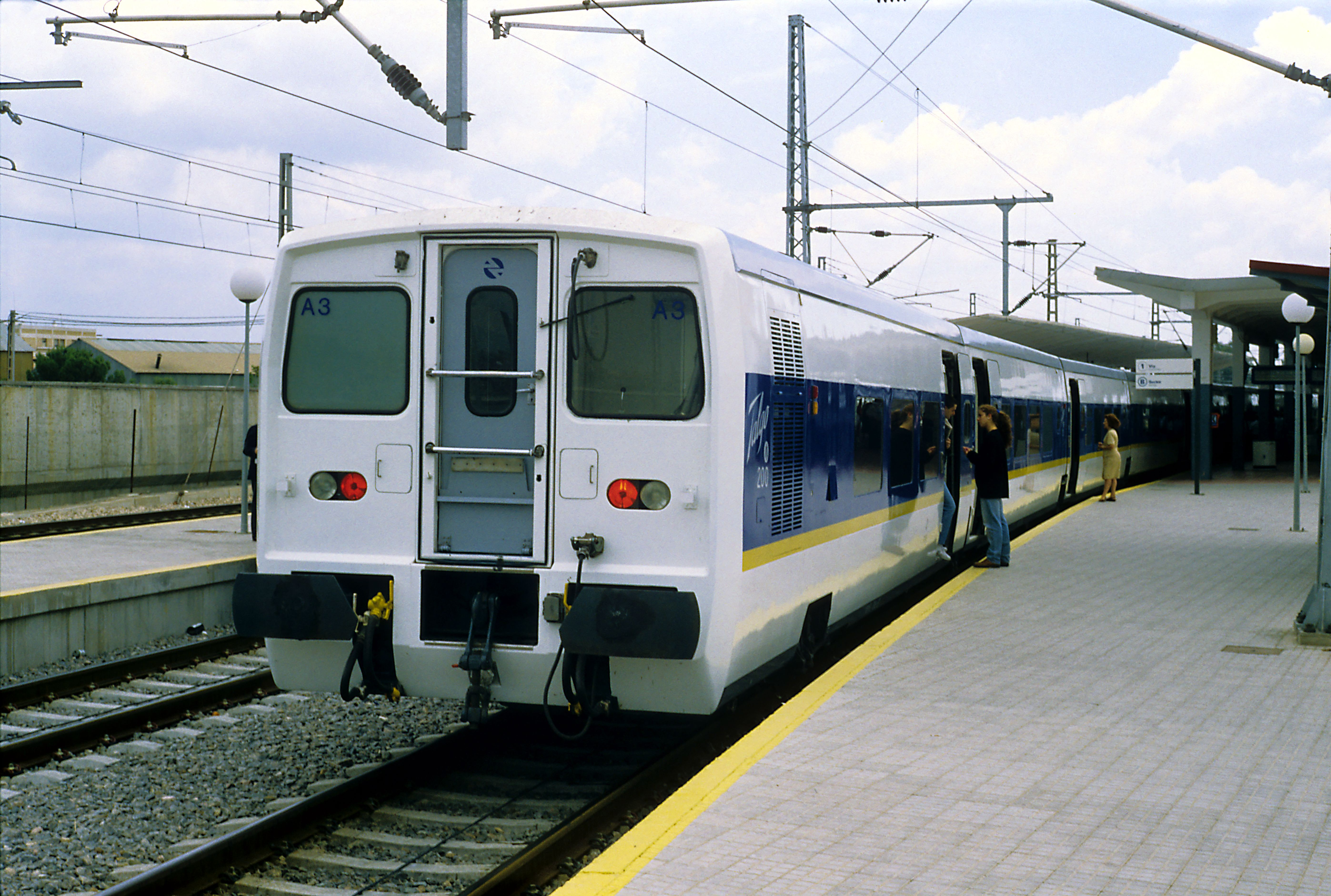
Talgo VI
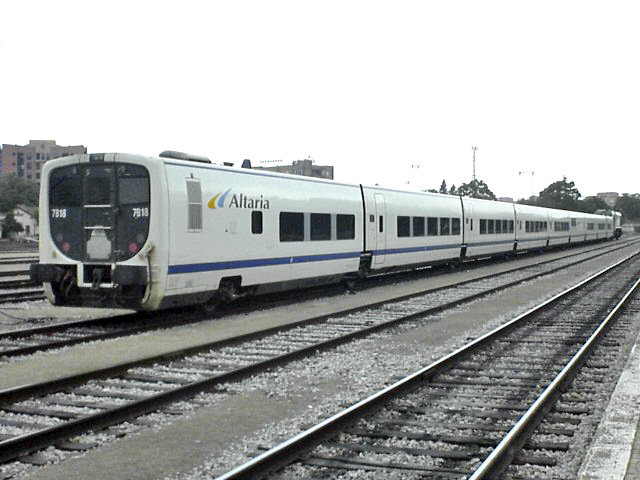
Talgo VII
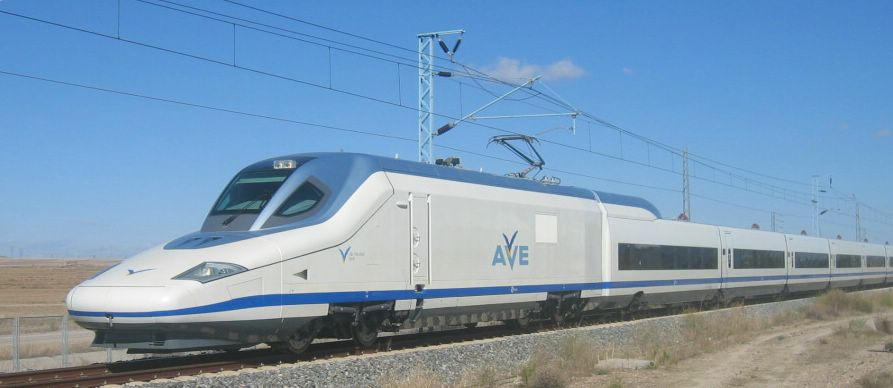
Talgo 350（旧塗装）
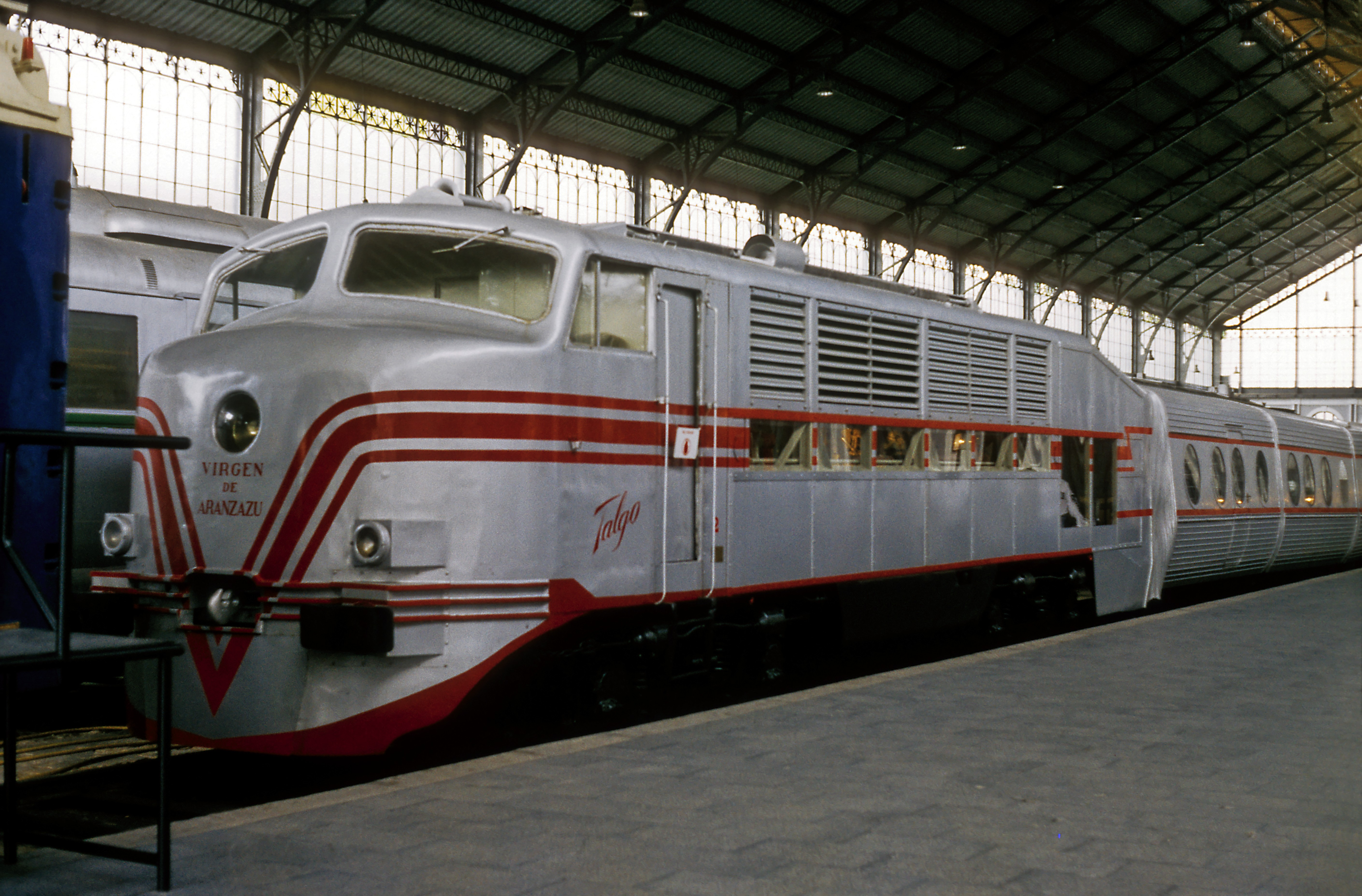
マドリッド・デリシャスにある鉄道博物館に保存されているTalgo II専用機関車と客車
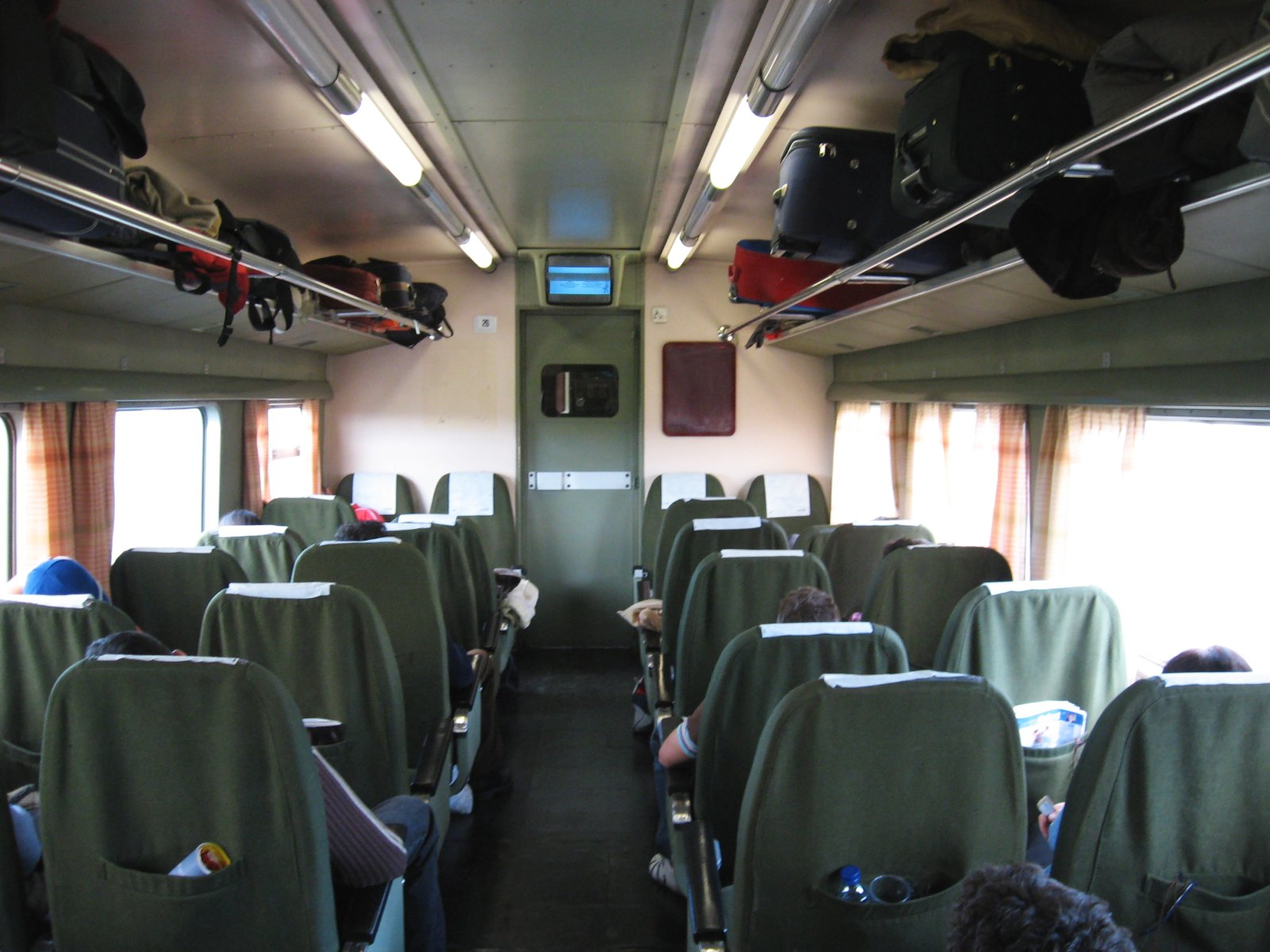
Talgo III トゥリスタ（二等車）車内

## 走行区間

### Talgo III
- タルゴ ミゲル・デ・ウナムーノ(Talgo Miguel de Unamuno): バルセロナ・サンツ駅 - Castejón de Ebro - ビルバオ / イルン(en:Irun) - アンダイエ駅)(フランス) / サラマンカ
- タルゴ コバドンガ-フィニステレ(Talgo Covadonga-Finisterre): バルセロナ・サンツ駅 - ビーゴ / ア・コルーニャ / ヒホン

### Talgo III Rodadura Desplazable
- カタラン・タルゴ(Catalán Talgo): バルセロナ (フランサ駅) - モンペリエ[5]

### Talgo IV
- アルビア / アルタリア: サンタンデール - マドリード・チャマルティン駅 - アリカンテ
- Talgo / アルタリア: ア・コルーニャ / ビーゴ - マドリード・チャマルティン駅 - アリカンテ
- Talgo: ア・コルーニャ / ビーゴ - マドリード・チャマルティン駅
- アルビア/Talgo: マドリード・チャマルティン駅 - ビルバオ
- アルビア: マドリード・チャマルティン駅 - サンタンデール
- アルタリア: マドリード・チャマルティン駅 - アルバセテ - ムルシア - カルタヘナ

### Talgo VI

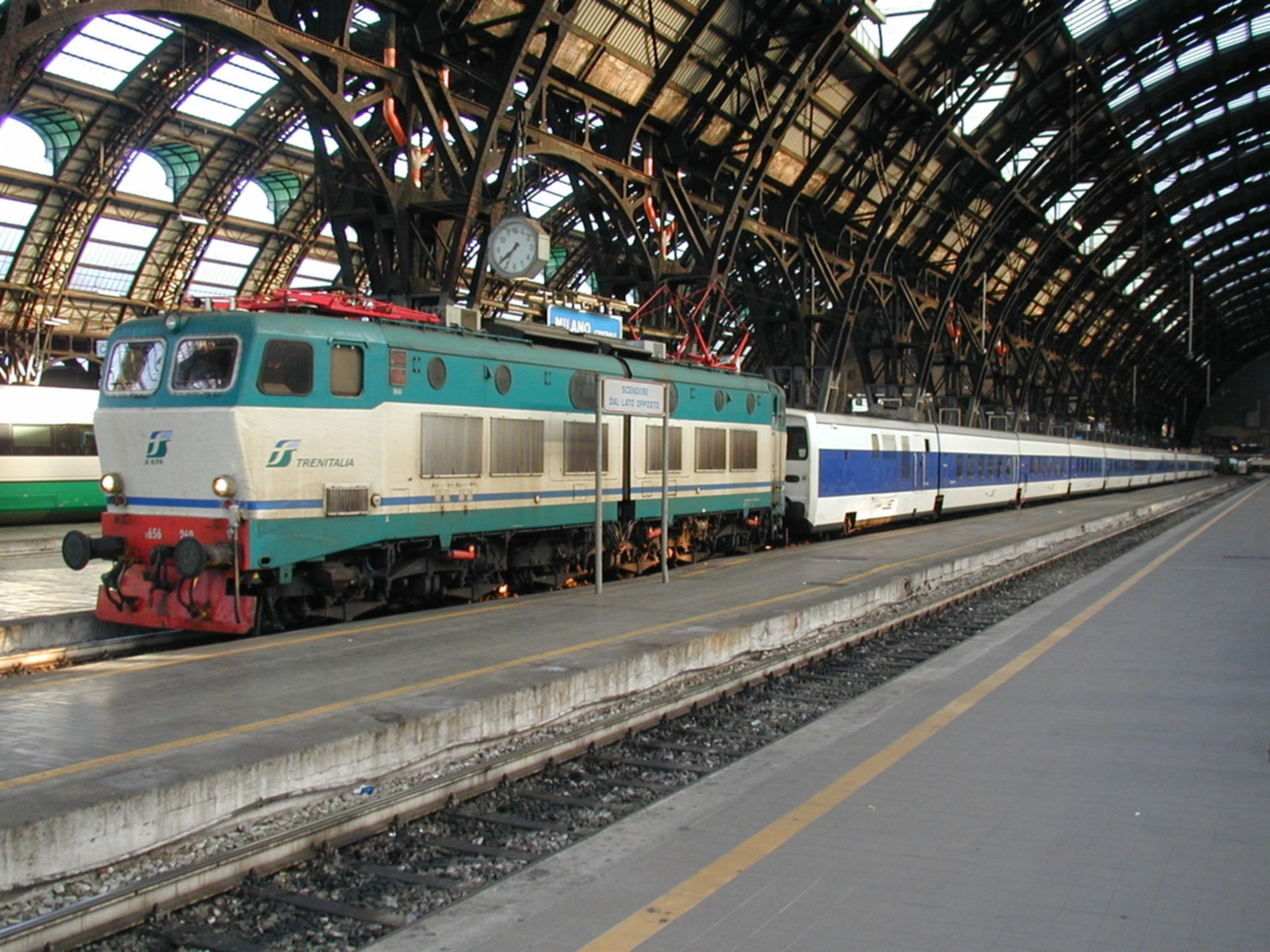
サルバドール・ダリ号

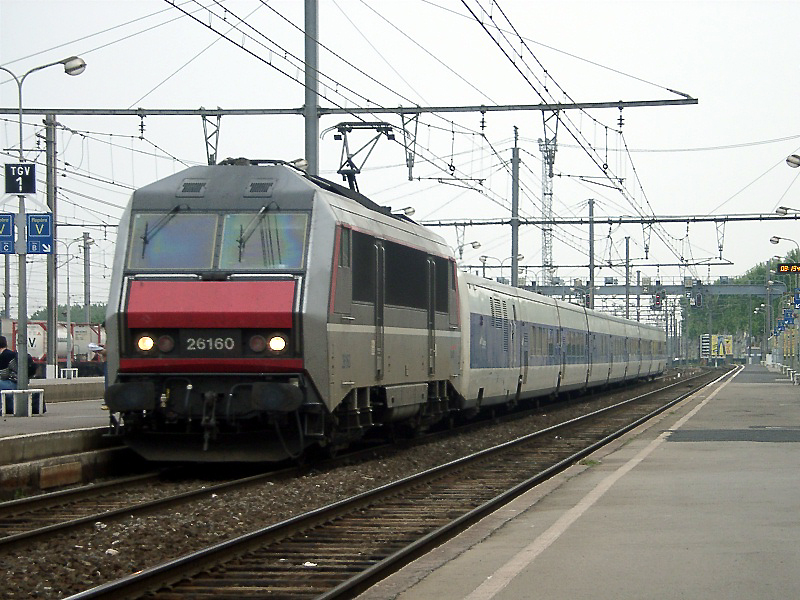
Mare Nostrum号

- タルゴ 地中海(Talgo Mare Nostrum[6]): モンペリエ - カルタヘナ[5]
- Talgo : バルセロナ・サンツ駅 - ロルカ(en:Lorca)
- Talgo: マドリード・アトーチャ駅 - バダホス
- アルタリア Triana (Altaria Triana): バルセロナ・サンツ駅 - カディス
- アルタリア: マドリード・アトーチャ駅 - カディス / ウエルバ
- トレンオテル アントニオ・マチャード(Trenhotel Antonio Machado): バルセロナ・サンツ駅 - カディス
- トレンオテル ヒブラルファロ(Trenhotel Gibralfaro): バルセロナ・サンツ駅 - グラナダ/マラガ
- トレンオテル フランシスコ・デ・ゴヤ(Trenhotel Francisco de Goya): マドリード・チャマルティン駅 - イルン - パリ・オステルリッツ駅(エリプソス)
- トレンオテル ジョアン・ミロ(Trenhotel Joan Miró): バルセロナ・フランサ駅 - パリ・オステルリッツ駅(エリプソス)
- トレンオテル パブロ・カザルス(Trenhotel Pau Casals): バルセロナ・フランサ駅 - リヨン - ジュネーヴ - チューリッヒ中央駅(エリプソス)
- トレンオテル サルバドール・ダリ(Trenhotel Salvador Dalí): バルセロナ・フランサ駅 - ミラノ中央駅(エリプソス)
- トレンオテル ルシタニア(Trenhotel Lusitania): マドリード・チャマルティン駅 - リスボンサンタアポローニア駅
- トレンオテル: マドリード・チャマルティン駅 - ア・コルーニャ / ビーゴ - ポンテベドラ

### Talgo VII
- アルタリア: アリカンテ - マドリード・チャマルティン駅
- アルタリア Triana: バルセロナ・サンツ駅 - カディス
- アルタリア: マドリード・アトーチャ駅 - グラナダ
- アルタリア: マドリード・アトーチャ駅 - ログローニョ
- アルタリア: マドリード・アトーチャ駅 - イルン / アンダイエ駅
- Talgo: マドリード・チャマルティン駅 - アルメリア
- アルビア: マドリード・チャマルティン駅 - ヒホン(130系)

### Talgo 350
- AVE マドリード・アトーチャ駅 - タラゴナ(Camp de Tarragona)
- AVE マドリード・チャマルティン駅 - バリャドリッド

### その他
- アメリカ合衆国・アムトラック
  - 「アムトラック・カスケーズ」(Amtrak Cascades)

- カザフスタン国鉄

- ウズベキスタン国鉄（Afrosiyob)

- サウジアラビア

- インド国鉄

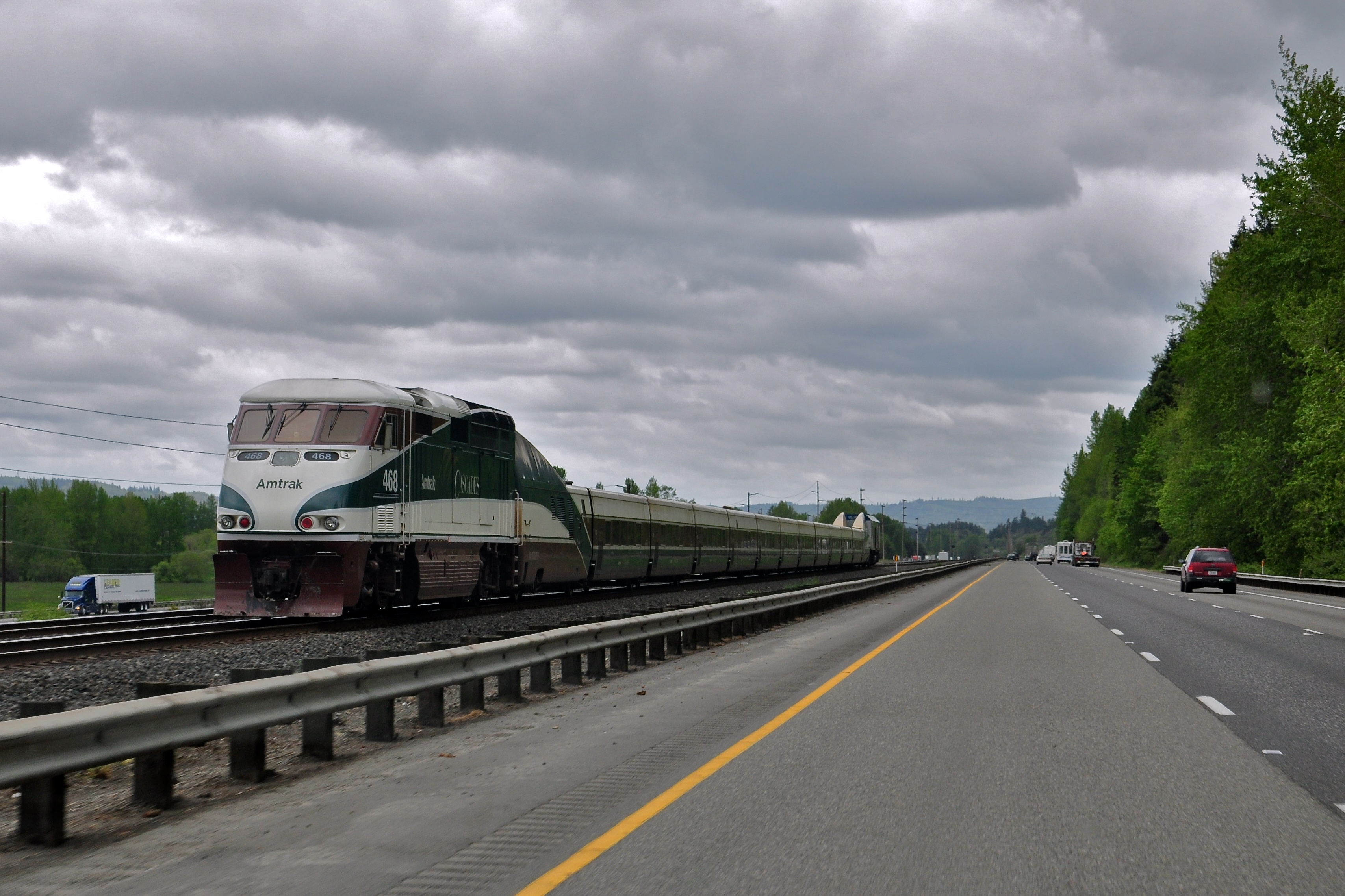
アムトラック・カスケーズ

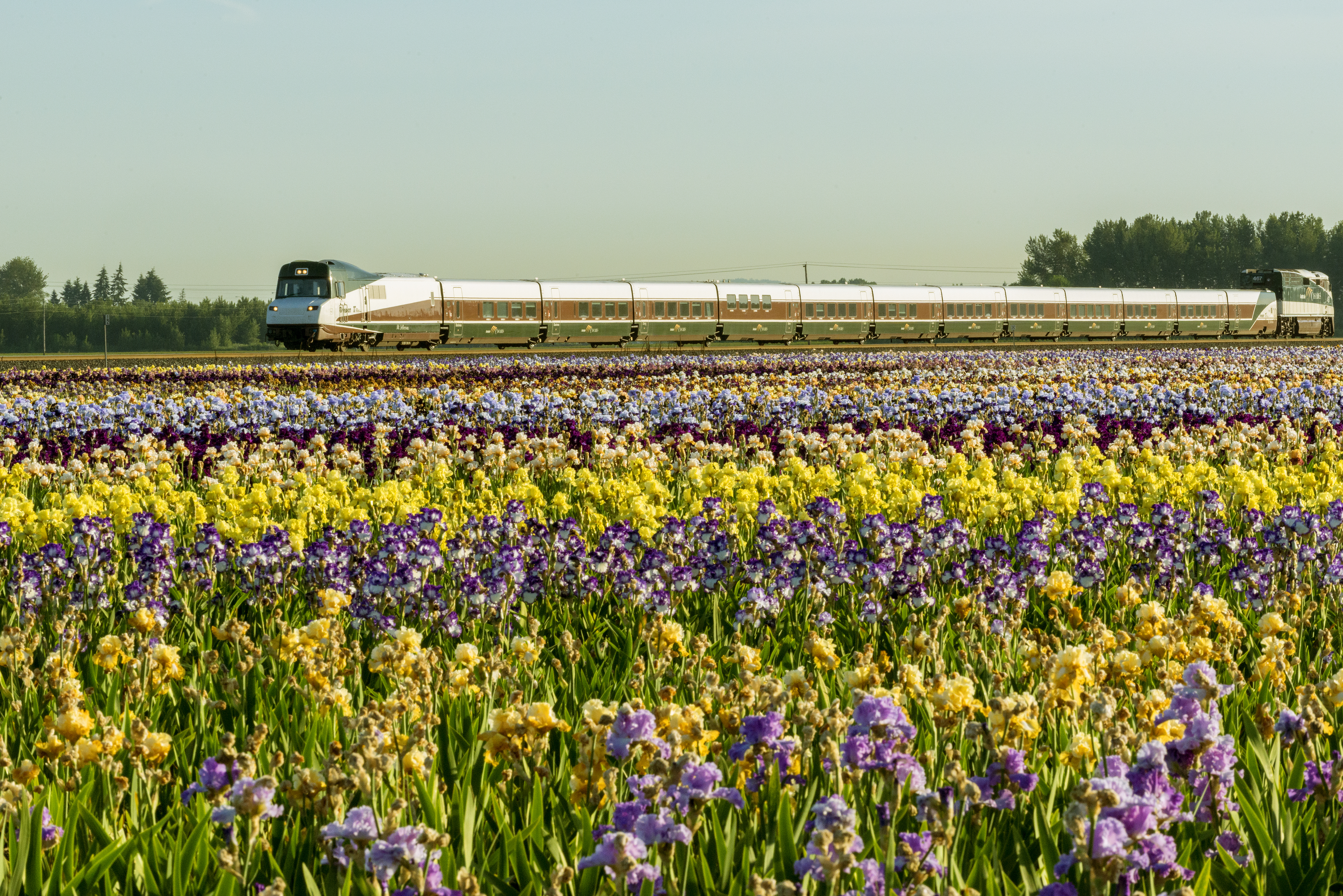
アムトラック・カスケーズ（Talgo VIII）

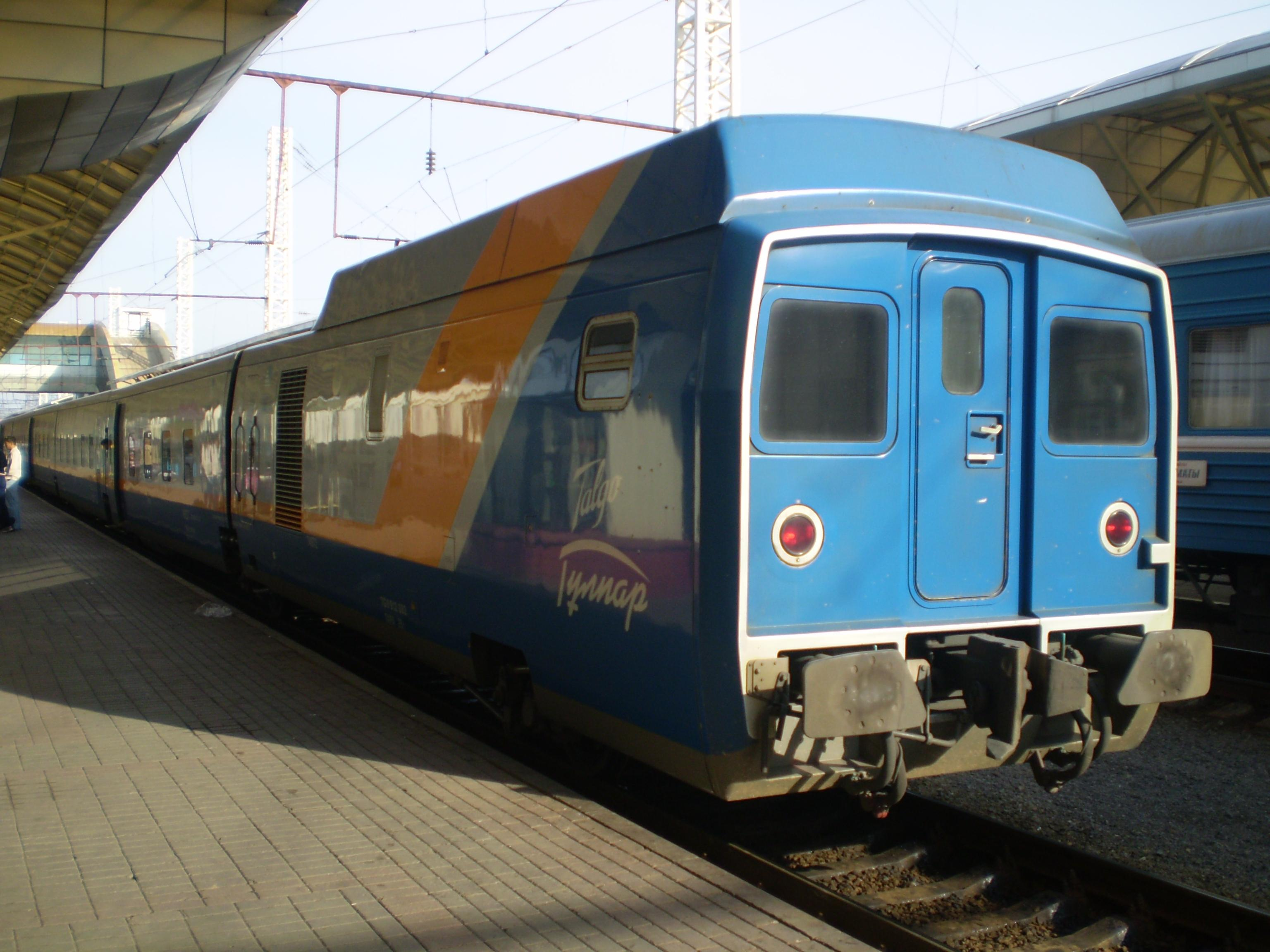
カザフスタン国鉄のTalgo200

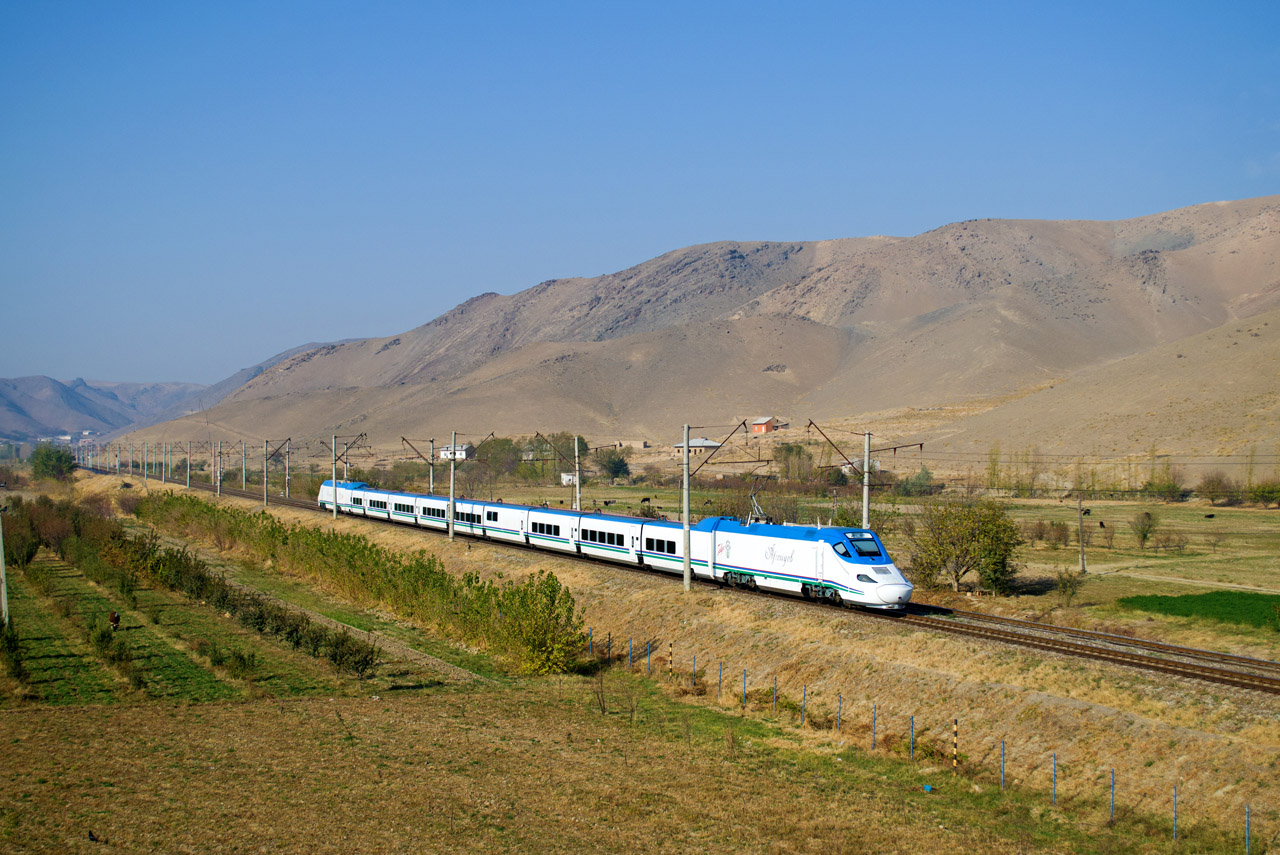
ウズベキスタン国鉄Afrosiyob

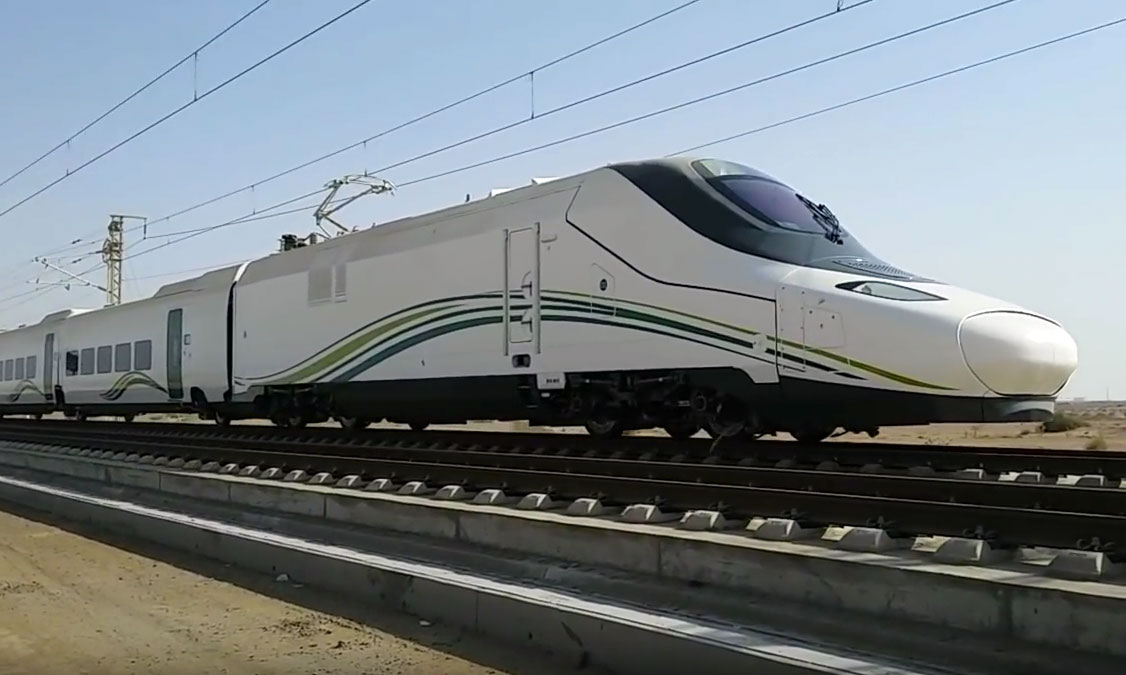
サウジアラビア高速鉄道のTalgo350

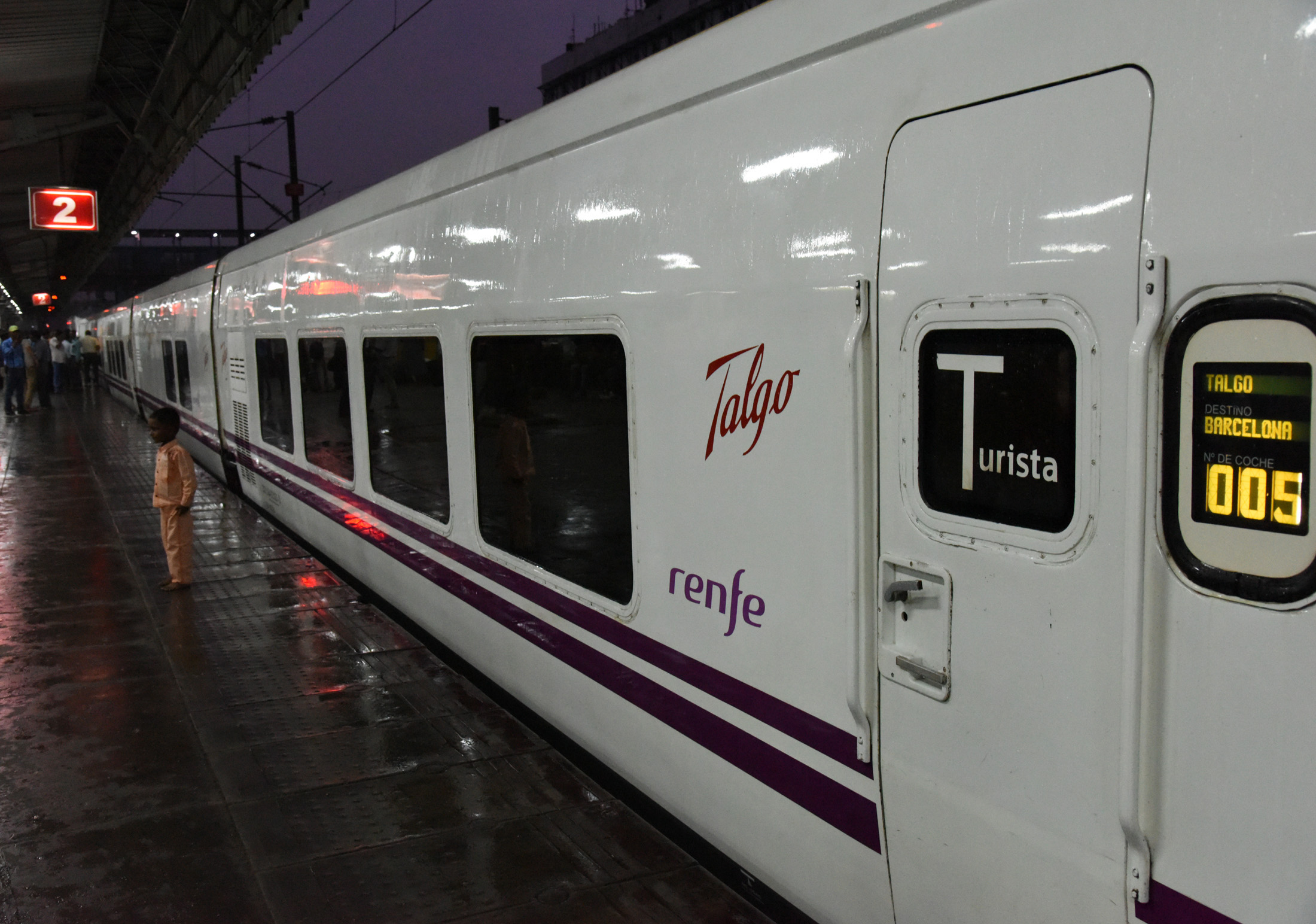
インド国鉄ではスペイン時代のままの姿で運用される

- アルゼンチン国鉄（SOFSE・全ての編成が休車中）

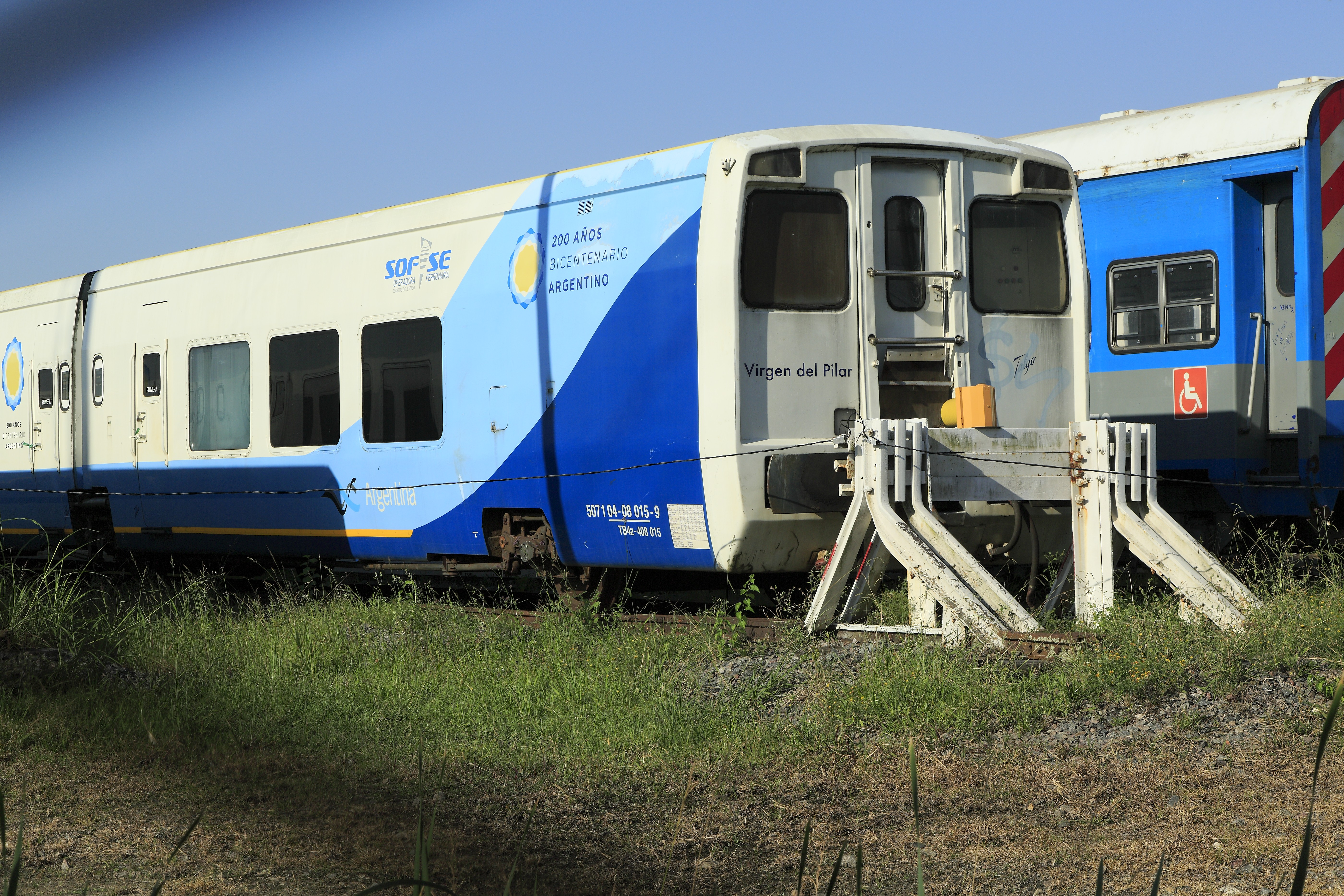
アルゼンチン国鉄が保有するTalgo4

## 参考
1. ↑  タルゴ客車と機関車を組み合わせた編成で、Talgo以外のブランド名で運行する特急もある。
2. ↑  レンフェ730系用のタルゴ客車編成の両端にある非電化区間運転用の電源車は、機関車側台車のみ2軸台車になっている。
3. ↑  櫻井寛『今すぐ乗りたい！「世界名列車」の旅』新潮社、2009年、73頁。ISBN 978-4-10-138471-9。
4. ↑  交友社『鉄道ファン』1989年5月号（通巻337号）p102
5. 1 2  フランス国内は「コライユ(Corail)」の種別で運転。なお、かつては、スイス・ジュネーヴのコルナヴァン駅まで運行されていた。
6. ↑  「Mare Nostrum」はラテン語で「我々の海」、つまり地中海の意。古代ローマ帝国は地中海全域を支配していたためローマ人は地中海をこのように呼んでいた。